# Salvia lobbii
Salvia lobbii là một loài thực vật có hoa thuộc họ Lamiaceae là loài bản địa của Ecuador. Nó được đặt tên theo William Lobb (1809 – 1864), nhà sưu tập thực vật người Anh.